# William Augustus Fitzgerald Lane Fox-Pitt
William Augustus Fitzgerald Lane Fox-Pitt, britanski general, * 1896, † 1988.